# Forever You
Forever You è il sesto album in studio della cantautrice giapponese Zard, pubblicato nel 1995.

## Tracce
1. Imasugu Ai ni Kite (今すぐ会いに来て)
2. High Heel Nugi Sutete (ハイヒール脱ぎ捨てて)
3. Forever You
4. Mō Nigetari Shinai wa Omoide kara (もう逃げたりしないわ 想い出から)
5. Anata o Kanjiteitai (あなたを感じていたい)
6. Kiraku ni Ikō (気楽に行こう)
7. I'm In Love
8. Konna ni Soba ni Iru no ni (こんなにそばに居るのに)
9. Just Believe in Love
10. Hitomi Sorasanai de (瞳そらさないで)